# Elettrotreno MP 51
L'elettrotreno MP 51 (da Metro Pneu 1951) costituisce il primo esempio al mondo di metropolitana su gomma. Soprannominato Grand-Mère ("nonna"), questo veicolo sperimentale fu commissionato dalla RATP per scopi sperimentali, ed impiegato dal 1952 al 1956.
Ritirato nel 1961, dal 1981 è esposto al museo nazionale dei trasporti.
Questo treno ha dato un deciso contributo allo sviluppo dei convogli ferroviari su pneumatici, aventi prestazioni ben superiori ai comuni treni su ferro. Questa tecnologia è oggi adottata su cinque linee della metropolitana di Parigi e su diverse reti nel mondo.

## Storia

### I treni su gomma
L'idea di un treno su pneumatici si affacciò già ai primi del XX secolo. In effetti, le gomme permettono un'aderenza tre volte superiore rispetto al ferro, con migliore accelerazione e frenata. Il gap di prestazioni tra gomma e ferro sarà ridotto solo negli anni 1960, grazie alla motorizzazione di tutte le ruote.
Già nel 1929, la Michelin apensa a sviluppare una sorta di pneumatico ferroviario, noto come pneurail. Alcuni prototipi vengono costruiti a Clermont-Ferrand e sperimentati sulla linea ferroviaria di Mont-Dore.
Nei primi anni 1930, la Michelin inizia a sperimentare questa tecnica sul metrò, con una carrozza guidata da un binario centrale. Ma la necessità di usare ruote doppie, a causa del peso notevole che aumenta gli sbandamenti nelle curve — abbondanti e strette sul metrò parigino — spinge ad abbandonare il progetto. Michelin tuttavia sviluppa il concetto per le comuni ferrovie. Un primo modello di treno su gomma, il cosiddetto autorail, entra in servizio nel gennaio 1931 sulla tratta Parigi - Deauville. Le sperimentazioni porteranno allo sviluppo della famosa Micheline. Nel 1949 vengono attivate linee ferroviarie su gomma tra Parigi e Strasburgo, poi tra Parigi e Basilea.
Ma, complice la complessità e la fragilità dei veicoli, la sperimentazione si arena nel giro di qualche anno. Lo pneumatico, trovandosi a rotolare su un comune binario, è più sottile e può sopportare carichi di peso molto ridotti, obbligando ad alleggerire al massimo i convogli e a dotarli di assali multipli per non forare.
La sola soluzione sembrava essere quella di costruire, in luogo dei binari, delle "piste", aventi una larga sezione, in modo da poter adottare pneumatici comuni. Già dal 1929, un sistema del genere era in uso a Genova per collegare alla città il Santuario di Nostra Signora della Guardia, situato a 804 m s.l.m.: la cosiddetta guidovia, che rimarrà poi in uso fino al 1967.

### Nasce la metropolitana su gomma

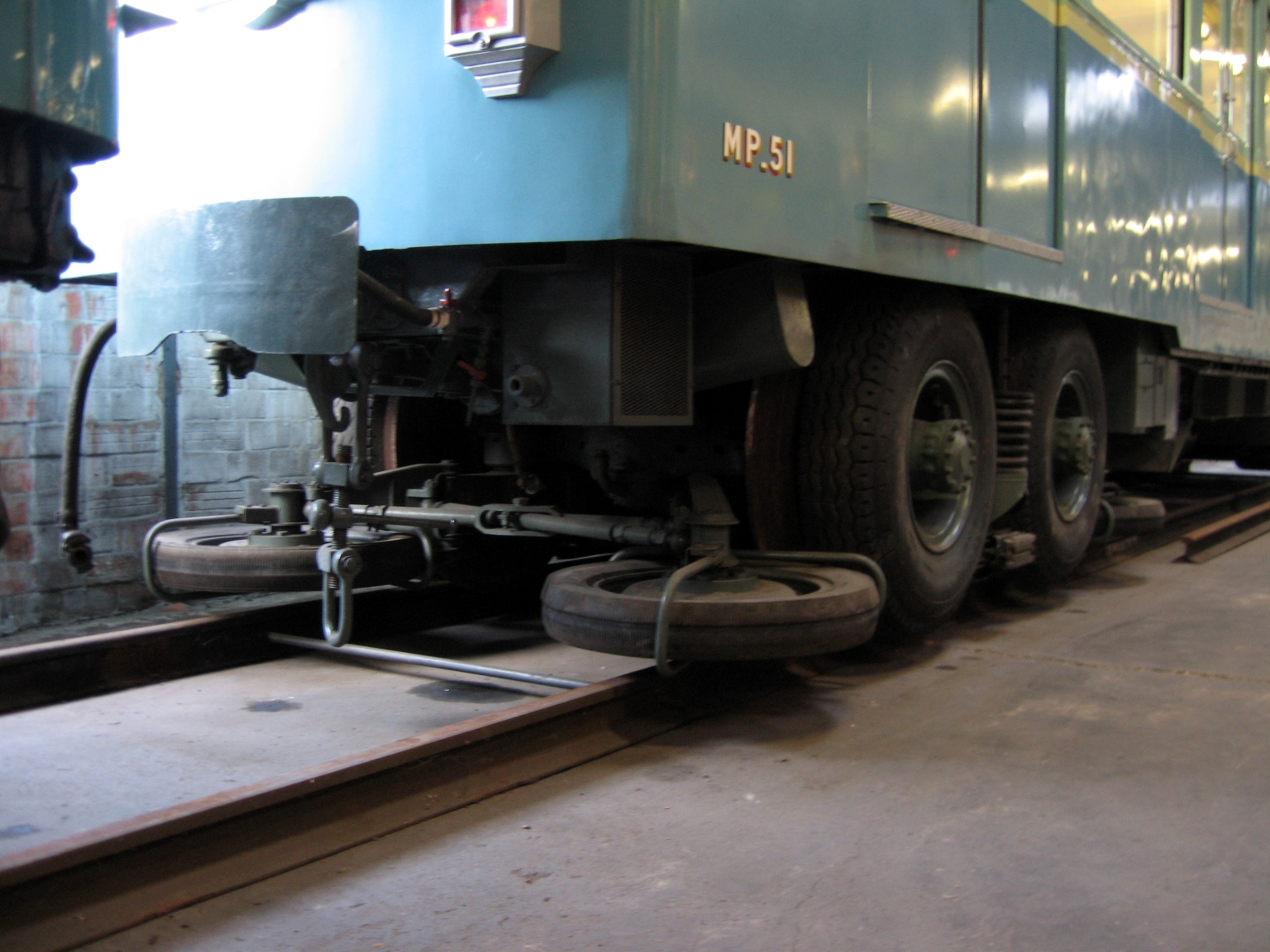
Dettaglio del carrello del MP 51.

L'eccezionale frequentazione del metrò parigino durante la seconda guerra mondiale iniziò a calare dal 1947. Al contempo apparve il fenomeno delle punte di traffico al mattino e alla sera, che concentrano tanti passeggeri in un lasso di tempo ristretto. Divenne allora indispensabile accrescere la capacità delle linee per desaturarle.
Un treno per la metropolitana necessita di prontezza in accelerazione e frenata, che spesso erano difficili da ottenere con le comuni ruote in ferro. La soluzione consisteva nel realizzare convogli con tutte le ruote motrici e dotati di freno reostatico, ormai d'uso comune sulle reti di superficie. Ma tra i tecnici della metropolitana parigina serpeggiava da lungo tempo l'idea di usare pneumatici. E così si fece, essendo i treni ad aderenza totale troppo costosi. In più, gli pneumatici riducevano sensibilmente il rumore e lo slittamento..
Ma il metrò di Parigi, per ragioni di scartamento e di raggio stretto delle curve, necessitava di pneumatici specifici, e non fu possibile realizzarli fino agli anni 1950, allorché arrivarono gli pneumatici a carcassa metallica, in grado di sopportare un carico di 4 t con un diametro di meno di un metro. La neonata régie autonome des transports parisiens (RATP), istituita nel 1949, iniziò allora a sviluppare un binario specifico.
Fu commissionato un prototipo di treno, il MP 51, che divenne la prima metropolitana su gomma al mondo. In luogo dei comuni binari, questo treno fa correre i suoi pneunatici su delle larghe "piste" metalliche orizzontali, appoggiandosi a delle barre guida laterali, una delle quali fa anche da linea elettrica di alimentazione. All'interno dei carrelli sono posizionate delle comuni ruote ferroviarie, leggermente sospese sopra le rotaie, ma pronte ad appoggiarsi per evitare l'arresto del treno in caso di foratura..

### La sperimentazione

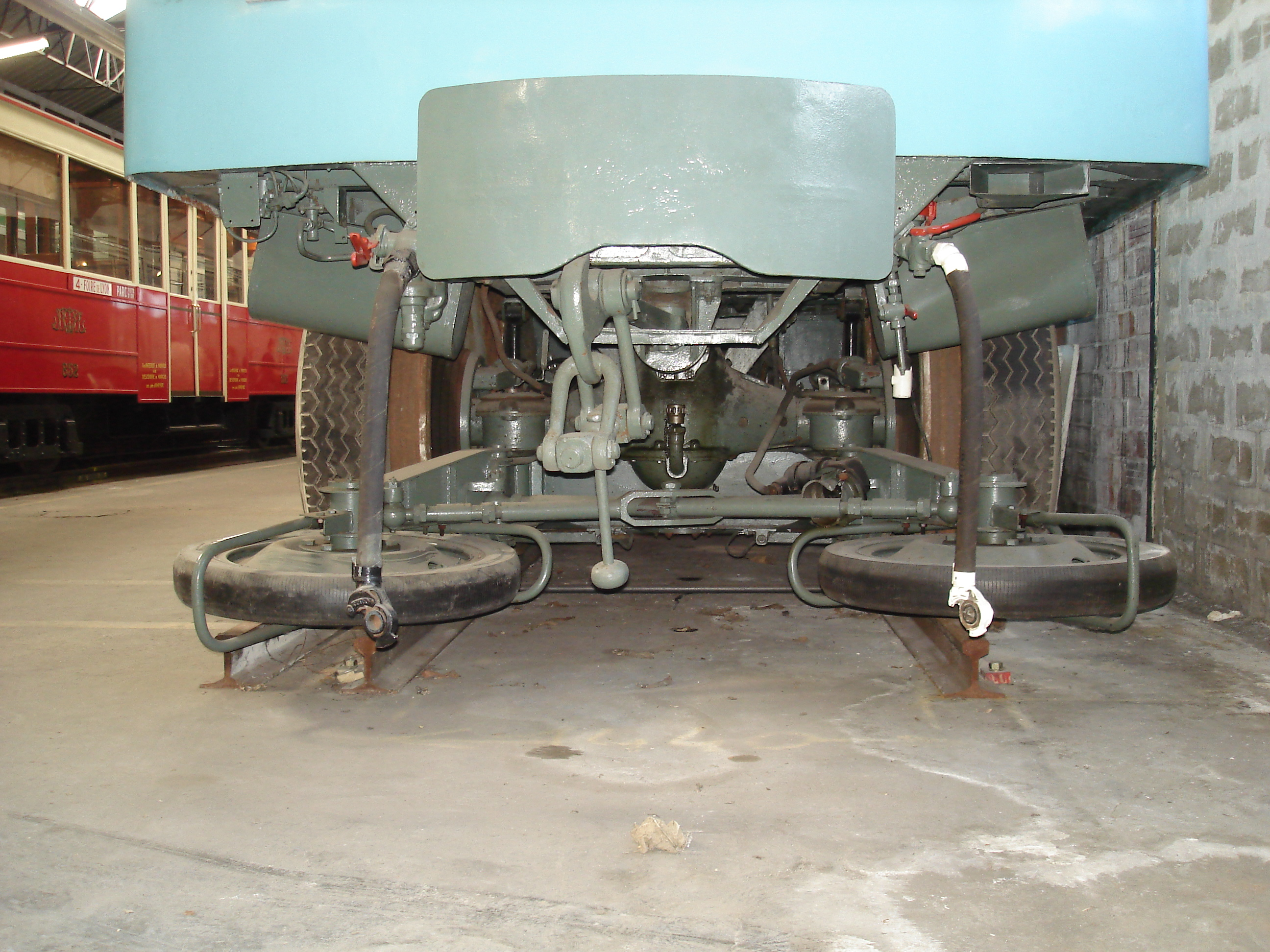
Vista frontale del carrello del MP 51. Gli pneumatici orizzontali di guida (in primo piano) sono derivati da quelli per motocicli; gli pneumatici portanti, situati ai lati, celano delle normali ruote in ferro, da usare in caso di foratura.

Il prototipo fu costruito a Creil e consegnato il 25 luglio 1951. Fu presentato alla stampa a metà novembre dello stesso anno.
Al contempo, la linea metropolitana in disuso fra Porte des Lilas e Pré Saint-Gervais fu convertita per il transito del treno su gomma. Questa tratta, chiusa al pubblico dal 1939 e lunga 770 metri, è un tracciato molto selettivo per i treni, presentando una curva stretta di 65 m di raggio e una rampa del 40 ‰ lunga 300 m.
Il MP 51 fu dunque messo in prova. I test si rivelarono molto soddisfacenti: il nuovo mezzo era silenzioso, e le accelerazioni e le frenate risultavano in generale più efficienti. L'aderenza degli pneumatici riduceva il rischio di pattinamento e permetteva prestazioni eccellenti per l'epoca: l'accelerazione era di 2 m/s² e la decelerazione di 5 m/s². Questi valori sono tuttavia impossibili da ottenere in servizio, in quanto causerebbero disagio ai passeggeri.
Furono svolti anche test in condizioni critiche: il treno fu lanciato in corsa con gomme flosce, bloccate e con oggetti disseminati sulle piste. Con gomme bucate o in caso di oggetti sul tracciato, la sicurezza era comunque assicurata dalle comuni ruote in acciaio posizionate all'interno degli assali, che subito si posavano sulle comuni rotaie. I pericoli di scoppio delle gomme o d'incendio apparivano pressoché nulli.

### Le prove con passeggeri e il pilotaggio automatico
Il MP 51 apparve alla RATP come del tutto affidabile. I test sul già citato percorso di prova furono dunque aperti al pubblico dalle 13:30 alle 19:30, dal 13 aprile 1952 al 31 maggio 1956. Non si trattò di una rimessa in servizio della tratta, dato che periodicamente il servizio era sospeso per manutenzione. Il traffico passeggeri rimase del resto scarso, costituito perlopiù da bambini e curiosi. Spesso veniva proposto a un viaggiatore di "condurre" il treno: in realtà questa fu l'occasione per la RATP di testare un nuovo sistema di pilotaggio automatico. Sotto il treno venivano piazzati dei tamponi che strisciavano su un filo disteso in mezzo al binario, il cui segnale regolava la velocità.
Dal 1956 al 1961, il MP 51 svolse ancora diversi test, prima di essere ritirato dal servizio. Il sistema di pilotaggio automatico sarà poi via via implementato su tutta la rete a partire dal 1966.

## Caratteristiche

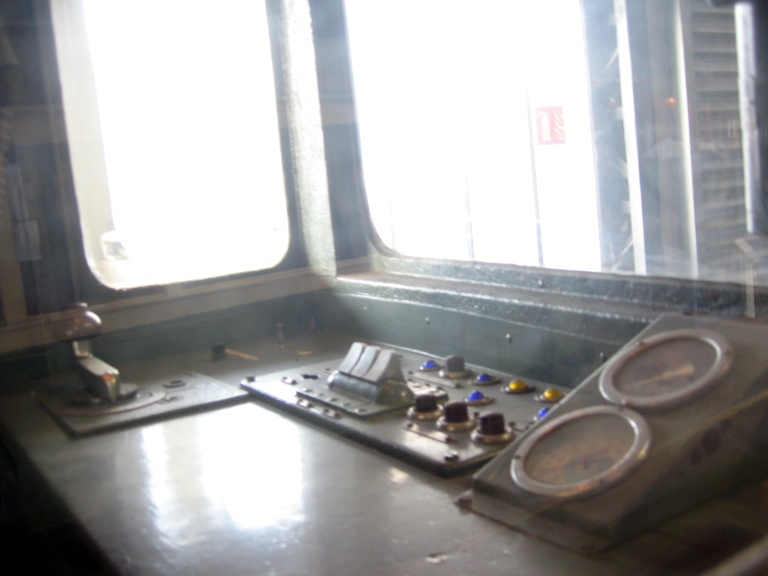
La cabina di guida

Il treno consta di una sola vettura, lunga 15.40 m, larga 2.45 m, alta 3.40 m e pesante a vuoto 20 t, equipaggiata con due posti guida ad ogni estremità. Presenta quattro porte per lato, larghe 1.30 m. La capacità totale è di 154 posti, di cui 24 a sedere. La propulsione è garantita da due motori Alsthom TD 624 da 130 cv posizionati al centro sotto la cassa. Ciascun motore spinge due assi tramite un albero a giunto di Cardano. Ogni assale è dotato di differenziale.
La presa di corrente avviene tramite terza rotaia con un pattino nascosto in mezzo al carrello. Il veicolo dispone altresì di un piccolo pantografo per captare corrente da una linea aerea (usato solo in deposito). I binari ordinari fungono da messa a terra e trasmettono impulsi per far funzionare il segnalamento.
Il MP 51 è la prima motrice del metrò parigino a disporre di freno reostatico, che consente un frenaggio efficiente nella discesa dalla rampa di Pré Saint-Gervais, e di rendere più morbida la frenata all'ingresso in stazione. Un normale freno pneumatico, a comando elettrico, agisce invece sul tamburo presente sugli alberi di trasmissione.
La manetta dell'acceleratore prevede tre velocità (manovra, serie e parallelo) e sei configurazioni di frenata (tre normali e tre d'emergenza). In condizioni di frenata normale, il freno reostatico si attiva progressivamente, facendo decelerare dolcemente il treno; in stato di emergenza, l'arresto è immediato grazie al freno pneumatico.
Il veicolo dimostra il suo scopo sperimentale dalle ruote, che sono le stesse di un comune camion (per la trazione) e di un motociclo (per la guida). Ciò nonostante, l'MP 51 presenta numerose innovazioni, che rompono la continuità con gli storici convogli Sprague-Thomson, allora costituenti buona parte del parco mezzi del metrò, con illuminazione a fluorescenza e sedili in texoïd.

## Epilogo

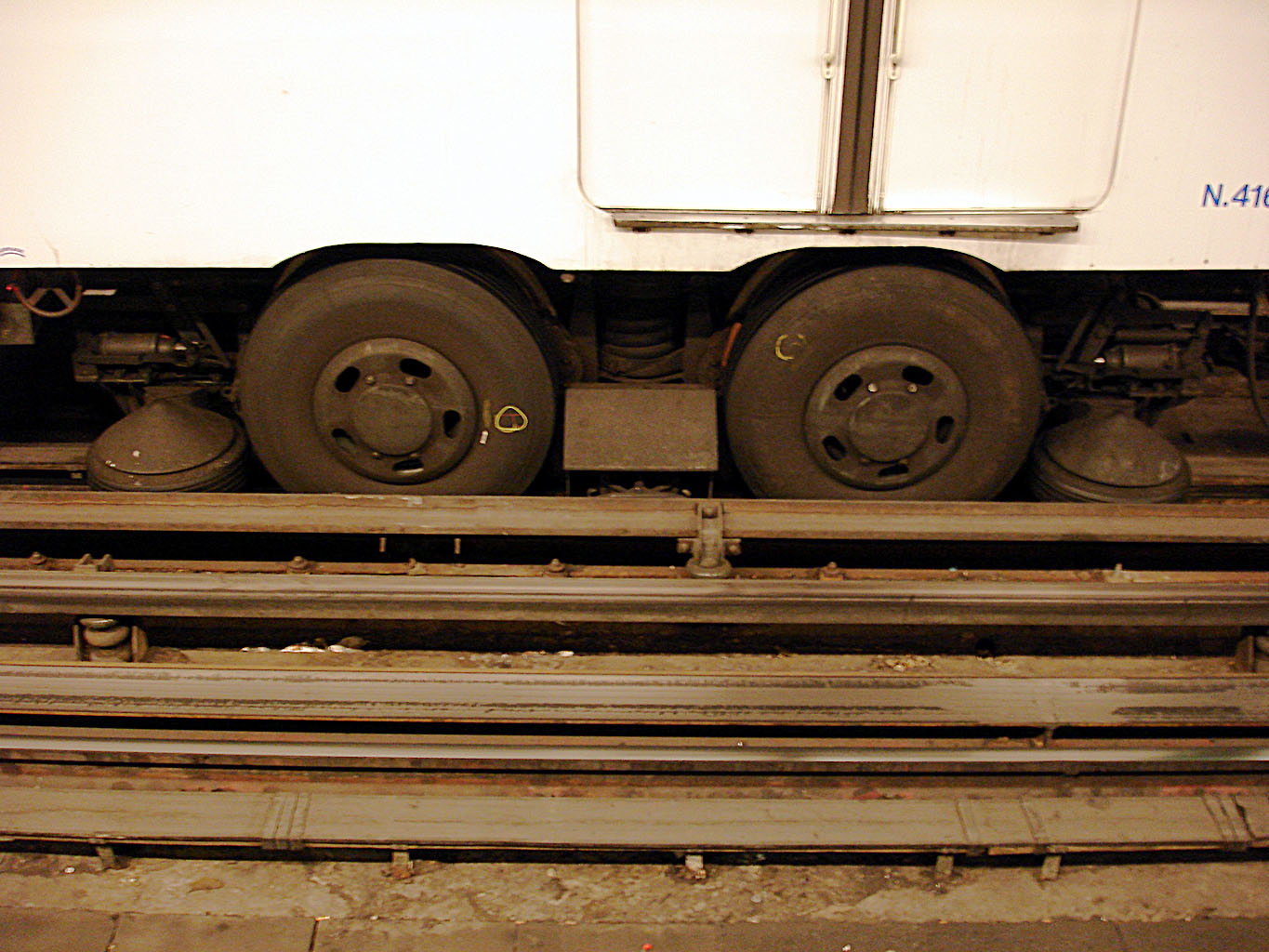
Carrello di un MP 59 in servizio sulla linea 11. Si vede una delle due "piste" per pneumatici in acciaio (in primo piano) e la barra di contenimento, che funge anche da alimentazione (si noti la presa di corrente al centro).

La buona riuscita del prototipo MP 51 spinse la RATP a convertire agli pneumatici una prima linea, la 11, scelta per la scarsa lunghezza (6.3 km) e il suo tracciato sinuoso e spesso in pendenza.
Il 30 aprile 1954 il consiglio d'amministrazione RATP commissiona allo scopo 71 veicoli di nuova generazione, gli MP 55. Poco dopo partono i lavori di adattamento della linea.
Nel 1956 la linea 11 a pneumatici viene aperta, riscuotendo subito grande successo e spingendo l'azienda a convertire le linee 1 e 4, al fine di accrescerne la capienza. Tuttavia i costi a lungo termine delle linee convertite si rivelarono eccessivi, facendo fermare il processo di conversione. Solo la 6, perlopiù sviluppata all'aria aperta, sarà convertita al fine di limitare il fracasso dei treni.
La conversione agli pneumatici fu dunque limitata, ma sarà poi ripresa per la metropolitana di Lione e la metropolitana di Marsiglia nel 1977 e nel 1978, e nel 1998 di nuovo a Parigi per la linea 14, la prima "pneumatizzata" dall'origine. La conversione agli pneumatici sarà poi ripresa dalla filiale canadese della RATP, la SOFRETU, oggi Systra, che la adotterà per la metropolitana di Montréal, quella di Città del Messico e quella di Santiago del Cile.
Quanto al MP 51, viene donato al Musée des transports urbains, interurbains et ruraux di Saint-Mandé il 3 aprile 1981, dopo vent'anni dal ritiro. Nel 1993 è stato restaurato.